# Clinuropsis
Clinuropsis é um gênero de gastrópodes pertencente a família Conoidea [não atribuído].

## Espécies
- †Clinuropsis ampla (Briart & Cornet, 1870)

Espécies trazidas para a sinonímia
- Clinuropsis dictyota (Sysoev, 1997):[2] sinônimo de Lusitanops dictyota Sysoev, 1997